# Najas malesiana
Najas malesiana là một loài thực vật có hoa trong họ Hydrocharitaceae. Loài này được W.J.de Wilde mô tả khoa học đầu tiên năm 1961.